# Jamie Greubel
Jamie Greubel-Poser (ur. 9 listopada 1983 w Princeton) – amerykańska bobsleistka, brązowa medalistka olimpijska.

## Kariera
Początkowo uprawiała hokej na trawie oraz lekkoatletykę, bobslejami zajmuje się od 2007 roku. Największy sukces w karierze osiągnęła w 2014 roku, kiedy podczas igrzysk olimpijskich w Soczi wspólnie z Ają Evans wywalczyła brązowy medal w dwójkach. Na rozgrywanych rok później mistrzostwach świata w Winterbergu Była piąta w dwójkach oraz siódma w zawodach mieszanych.
Od 2014 roku jej mężem jest niemiecki bobsleista - Christian Poser.